# Antti Laaksonen
Antti Laaksonen (ur. 3 października 1973 w Tammeli) – fiński hokeista.
Laaksonen w 2001 roku zdobył medal na mistrzostwach świata w hokeju na lodzie mężczyzn srebrny medal. W 2004 roku uczestniczył w pucharze świata w hokeju na lodzie, gdzie również zdobył srebro.
W 2006 roku hokeista wystartował na Zimowych Igrzyskach Olimpijskich 2006. Podczas tych igrzysk reprezentacja Finlandii wraz z Laaksonenem zmierzyła się m.in. z Kanadą, Stanami Zjednoczonymi czy Czechami. W rundzie finałowej Finlandia przegrała 3:2 z reprezentacją Szwecji zajmując 2. miejsce i uzyskując srebro.

## Kluby
Źródło:
| Sezon     | Klub                    | Liga |
| --------- | ----------------------- | ---- |
| 1992-1993 | Hämeenlinnan Pallokerho | SM-I |
| 1993-1994 | University of Denver    | WCHA |
| 1994-1995 | University of Denver    | WCHA |
| 1995-1996 | University of Denver    | WCHA |
| 1996-1997 | University of Denver    | WCHA |
| 1997-1998 | Charlotte Checkers      | ECHL |
| 1997-1998 | Providence Bruins       | AHL  |
| 1998-1999 | Boston Bruins           | NHL  |
| 1998-1999 | Providence Bruins       | AHL  |
| 1999-2000 | Boston Bruins           | NHL  |
| 1999-2000 | Providence Bruins       | AHL  |
| 2000-2001 | Minnesota Wild          | NHL  |
| 2001-2002 | Minnesota Wild          | NHL  |
| 2002-2003 | Minnesota Wild          | NHL  |
| 2003-2004 | Minnesota Wild          | NHL  |
| 2005-2006 | Colorado Avalanche      | NHL  |
| 2006-2007 | Colorado Avalanche      | NHL  |
| 2006-2007 | Albany River Rats       | AHL  |
| 2007-2008 | Fribourg-Gottéron       | NLA  |
| 2008-2009 | Rauman Lukko            | SM-I |
| 2009-2010 | Rauman Lukko            | SM-I |